# 鹿島重正
鹿島 重正（かしま しげまさ、1816年 - 1857年）は、伯耆国米子（現・鳥取県米子市）の商人、歌人。下鹿島家3代目。次助と称する。

## 人物
嘉永年間に、米子城四重櫓が腐朽して改築が必要になった時、本家とともにその費用を負担して再建する。翠の屋と号し、和歌をよくする。加納諸平編『類題鰒玉集』4編に名がみえる。『鰒玉集作者姓名録』3編は重正が編集した。墓所は米子市寺町の心光寺。